# Сердика (станция метро)
Се́рдика — станция Софийского метрополитена. Открыта 31 октября 2000 года. Ей заканчивается  первый метрорадиус линии. Несколько месяцев после ввода второго радиуса первой линии, станция продолжала быть конечной, а обе части линии работали автономно. 7 сентября 2009 года, вводом в эксплуатацию центрального участка, линия соединена и открыто непрерывное движение на ней. После ввода в эксплуатацию Второй линии, станция стала пересадочной на неё. Переход находится в восточной части платформы, рядом с эскалаторами.
Станция находится в самом центре города на бульваре Марии Луизы и в непосредственной близости с пл. Св. Недели. Станция расположена под археологическим заповедником «Сердика», и  её интерьер представляет симбиоз современности и древности. Пол выложен розовым гранитом, а путевые стены облицованы камнем, напоминающем  стены древние крепости Сердики.
Станция мелкого заложения, бесколонного типа, с островной платформой, длиной 120 м.
Архитектор : Кр. Андреев.

## Фотогалерея

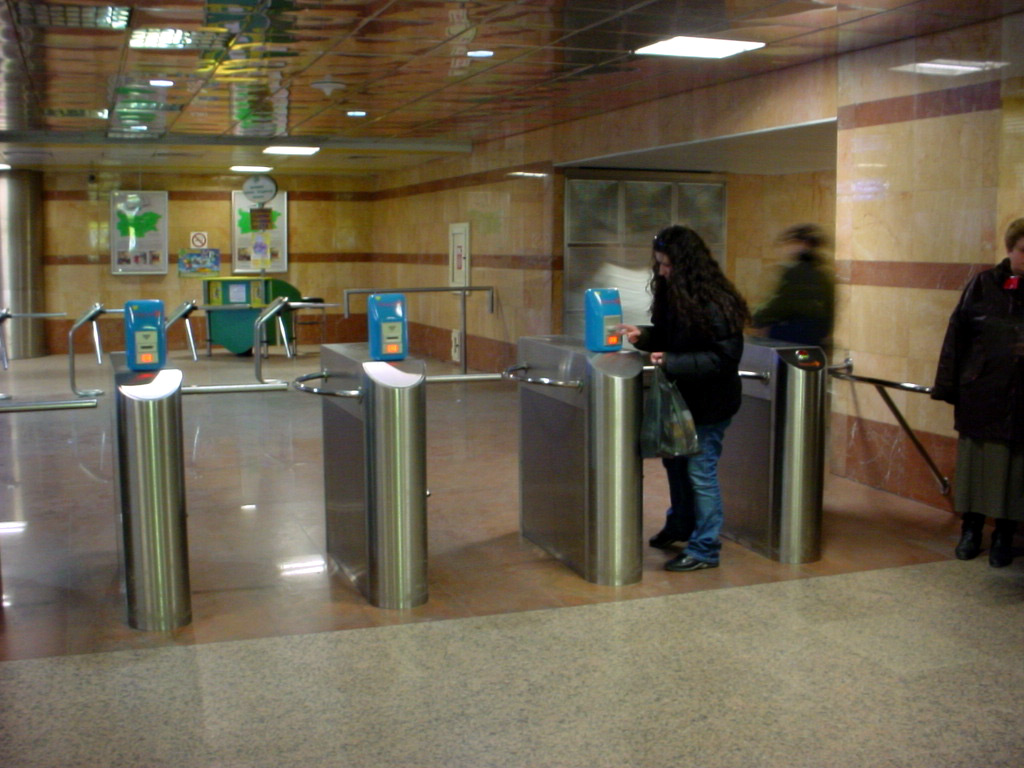
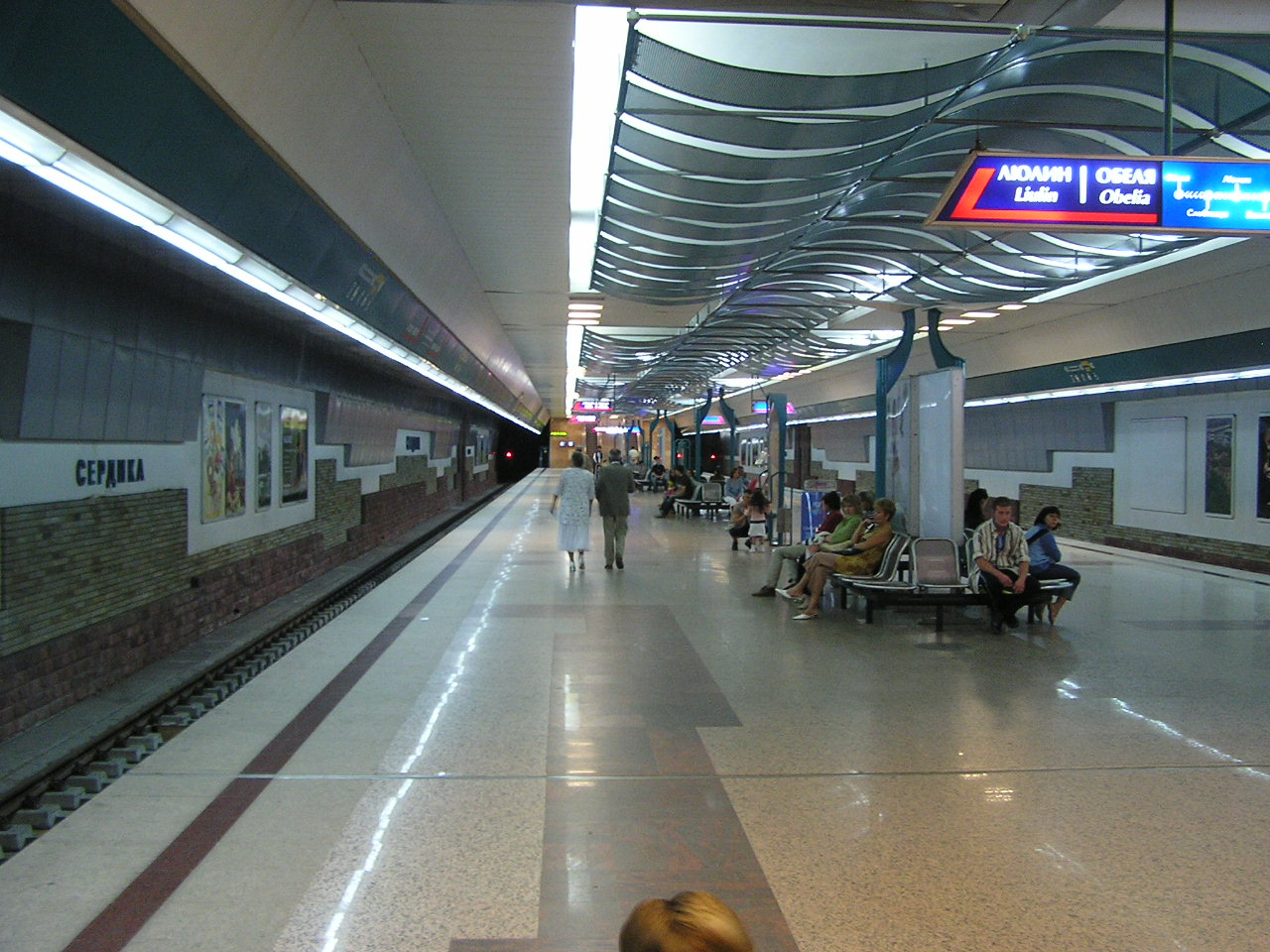
Платформа